# Liste der Baudenkmäler in Schorndorf (Oberpfalz)

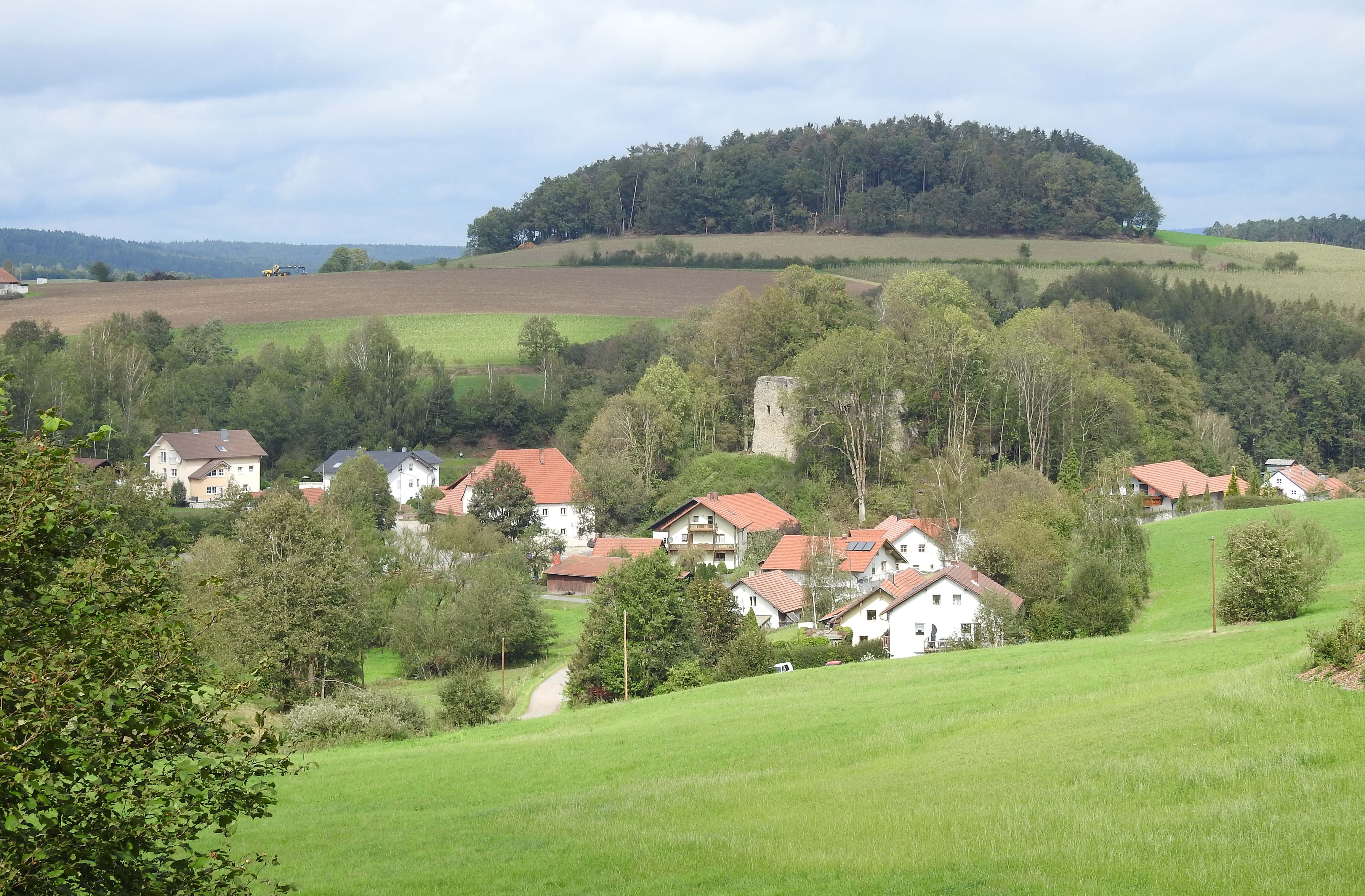
Blick auf Neuhaus

Auf dieser Seite sind die Baudenkmäler in der Oberpfälzer Gemeinde Schorndorf zusammengestellt. Diese Tabelle ist eine Teilliste der Liste der Baudenkmäler in Bayern. Grundlage ist die Bayerische Denkmalliste, die auf Basis des Bayerischen Denkmalschutzgesetzes vom 1. Oktober 1973 erstmals erstellt wurde und seither durch das Bayerische Landesamt für Denkmalpflege geführt wird. Die folgenden Angaben ersetzen nicht die rechtsverbindliche Auskunft der Denkmalschutzbehörde.

## Baudenkmäler nach Ortsteilen

### Schorndorf
| Lage                                  | Objekt                                   | Beschreibung | Akten-Nr.    | Bild           |
| ------------------------------------- | ---------------------------------------- | --- | ------------ | -------------- |
| Badanger 1; Badanger 2 (Standort)     | Doppelhaus                               | Zweigeschossiger Flachsatteldachbau mit Dachüberstand, Blockbau-Obergeschoss und Seitenschrot 18./19. Jahrhundert | D-3-72-158-1 | BW             |
| Chamer Straße 1 (Standort)            | Haustür                                  | Doppelflügelig, mit Schnitzwerk, Neurenaissance, 2. Hälfte 19. Jahrhundert | D-3-72-158-2 | BW             |
| Chamer Straße 5 (Standort)            | Wegkapelle, sogenannte Pfefferl-Kapelle  | Giebelständiger und abgewalmter Satteldachbau mit Putzgliederungen, 1904 | D-3-72-158-3 | BW             |
| Kirchplatz 8; Kirchplatz 6 (Standort) | Katholische Pfarrkirche Maria Immaculata | Giebelständiger Saalbau mit eingezogenem Chor, Sattel- und Walmdach und Chorflankenturm mit Zwiebelhaube, Pilastergliederungen, spätbarock, um 1730, mit Ausstattung; Seelenkapelle, quadratischer Bau mit schiefergedecktem Zeltdach, um 1500, auf Resten eines gotischen Karners des 14./15. Jahrhundert, Umbau im 18. Jahrhundert; Teilstücke der Friedhofsmauer aus Granitbruchstein, 18. Jahrhundert | D-3-72-158-4 | weitere Bilder |
| Nanzinger Straße 1 (Standort)         | Wohnstallhaus                            | Eingeschossiger und traufständiger Halbwalmdachbau mit verbrettertem Giebelschrot, Stallteil Ständerkonstruktion, Ende 18. Jahrhundert | D-3-72-158-5 | BW             |

### Baierberg
| Lage                   | Objekt     | Beschreibung                                                                                    | Akten-Nr.    | Bild |
| ---------------------- | ---------- | ----------------------------------------------------------------------------------------------- | ------------ | ---- |
| Baierberg 4 (Standort) | Bauernhaus | Eingeschossiger und giebelständiger Halbwalmdachbau mit Giebelschrot, 1. Hälfte 19. Jahrhundert | D-3-72-158-7 | BW   |

### Giglberg
| Lage          | Objekt      | Beschreibung | Akten-Nr.    | Bild |
| ------------- | ----------- | --- | ------------ | ---- |
| Giglberg 1 () | Waldlerhaus | Eingeschossiger und traufständiger Flachsatteldachbau mit Blockbau-Kniestock und Stichbogenfenstern, wohl 1. Hälfte 19. Jahrhundert | D-3-72-158-8 |      |

### Hötzing
| Lage                             | Objekt                     | Beschreibung | Akten-Nr.     | Bild |
| -------------------------------- | -------------------------- | --- | ------------- | ---- |
| Hötzing 1 (Standort)             | Ehemaliges Schloss Hötzing | Zweigeschossiger Walmdachbau mit profiliertem Rundbogenportal, bezeichnet mit 1762, auf älterer Anlage errichtet, nördlich angebaut katholische Schlosskapelle zur Schmerzhaften Muttergottes mit Glockenturm, verschindelter Zwiebelhaube und Gliederungen, 2. Hälfte 18. Jahrhundert; Ehemaliges Wirtschaftsgebäude, jetzt Wohnhaus, zweigeschossiger Mansardwalmdachbau, 18. Jahrhundert, im Innern umgebaut; Kuhstall, eingeschossiger und traufständiger Satteldachbau mit Segmentbogenöffnungen, wohl 2. Hälfte 19. Jahrhundert; Pferdestall, eingeschossiger Satteldachbau, 1. Hälfte 19. Jahrhundert; Sockelstein, bezeichnet mit 1620 | D-3-72-158-9  | BW   |
| Kühberg; Nähe Hötzing (Standort) | Waldkapelle                | Giebelständiger und abgewalmter Satteldachbau mit eingezogener Apsis und Treppengiebel, neugotisch, um 1912; mit Ausstattung; 12 Kreuzwegstationen, Pfeiler mit Satteldachaufsatz und emaillierten Bildern auf gemauertem Sockel, Granit, um 1900/10 | D-3-72-158-10 | BW   |

### Litzling
| Lage                 | Objekt            | Beschreibung                                                                                    | Akten-Nr.     | Bild |
| -------------------- | ----------------- | ----------------------------------------------------------------------------------------------- | ------------- | ---- |
| Brunnfeld (Standort) | Kapelle St. Maria | Giebelständiger und abgewalmter Satteldachbau, neugotisch, bezeichnet mit 1897; mit Ausstattung | D-3-72-158-12 | BW   |

### Neuhaus
| Lage                           | Objekt               | Beschreibung | Akten-Nr.     | Bild                 |
| ------------------------------ | -------------------- | --- | ------------- | -------------------- |
| Neuhaus 7 (Standort)           | Marterl              | Gusseisenkreuz auf Säule mit Kapitell und Rosette, Granit, klassizistisch, bezeichnet mit 1854 | D-3-72-158-27 | BW                   |
| Neuhaus 10 (Standort)          | Burgruine            | Teile des Wohnhauses und des fünfeckigen Berings, Bruchstein, Granit, 2. Hälfte 13. Jahrhundert; Reste eines Turms, Bruchstein, Granit; Reste der Zwingermauer mit Schalenturm, Bruchstein, Granit, 1. Hälfte 15. Jahrhundert | D-3-72-158-13 | weitere Bilder       |
| Neuhaus 10 (Standort)          | Gasthaus             | Zweigeschossiger Halbwalmdachbau in Ecklage mit eingeschossigem Stallanbau mit Satteldach, bezeichnet mit 1825 | D-3-72-158-14 | BW                   |
| Obergoßzeller Weg 8 (Standort) | Hofkapelle St. Maria | Traufständiger und abgewalmter Satteldachbau mit verschindeltem Dachreiter, 1730, Umbauten 1873 | D-3-72-158-15 | Hofkapelle St. Maria |

### Oberaign
| Lage                   | Objekt      | Beschreibung | Akten-Nr.     | Bild |
| ---------------------- | ----------- | --- | ------------- | ---- |
| In Oberaign (Standort) | Waldlerhaus | Eingeschossiger und traufständiger Satteldachbau mit Seitengredvordach, verschaltem Giebelschrot, 1. Hälfte 19. Jahrhundert | D-3-72-158-16 | BW   |

### Radling
| Lage                    | Objekt                            | Beschreibung | Akten-Nr.     | Bild |
| ----------------------- | --------------------------------- | --- | ------------- | ---- |
| Höcherlhof 1 (Standort) | Bildstock                         | Pfeiler mit Bildnische und Aufsatz auf gestuftem Sockel, in Einfriedung, Granit, spätklassizistisch, bezeichnet mit 1884 | D-3-72-158-28 | BW   |
| Radling 29 (Standort)   | Katholische Nebenkirche St. Maria | Giebelständiger Saalbau mit eingezogener Apsis, abgewalmtem Satteldach und Dachreiter, 1874; mit Ausstattung             | D-3-72-158-19 | BW   |

### Reishof
| Lage                    | Objekt      | Beschreibung                                                              | Akten-Nr.     | Bild |
| ----------------------- | ----------- | ------------------------------------------------------------------------- | ------------- | ---- |
| Weiherfelder (Standort) | Flurkapelle | Giebelständiges offenes Gehäuse mit Satteldach, 2. Hälfte 19. Jahrhundert | D-3-72-158-20 | BW   |

### Stegmühle
| Lage                   | Objekt         | Beschreibung                                                                                    | Akten-Nr.     | Bild |
| ---------------------- | -------------- | ----------------------------------------------------------------------------------------------- | ------------- | ---- |
| Stegmühle 1 (Standort) | Getreidekasten | Giebelständiger Halbwalmdachbau mit Blockbau-Obergeschoss und Giebelschrot, 18./19. Jahrhundert | D-3-72-158-21 | BW   |

### Thierling
| Lage                           | Objekt                          | Beschreibung | Akten-Nr.     | Bild |
| ------------------------------ | ------------------------------- | --- | ------------- | ---- |
| Kalvarienberg (Standort)       | Kalvarienbergkapelle Maria-Hilf | Giebelständiger und abgewalmter Satteldachbau mit eingezogener Apsis und Treppengiebel, Quaderwerk, neugotisch, bezeichnet mit 1882; mit Ausstattung; 14 Kreuzwegstationen, Pfeiler mit rundbogigen Aufsätzen, nach 1882 aus Cham übernommen; Kreuzigungsgruppe, Viernageltypus mit Muttergottes, Gusseisen, um 1882 | D-3-72-158-22 | BW   |
| Rauchenbergstraße 1 (Standort) | Waldlerhaus                     | Eingeschossiger und giebelständiger Flachsatteldachbau mit Blockbau-Kniestock und verschaltem Giebelschrot, wohl 1. Hälfte 19. Jahrhundert | D-3-72-158-23 | BW   |

### Unteraigen
| Lage                     | Objekt                    | Beschreibung                                                              | Akten-Nr.     | Bild |
| ------------------------ | ------------------------- | ------------------------------------------------------------------------- | ------------- | ---- |
| Unteraigen 10 (Standort) | Wegkapelle Dreifaltigkeit | Giebelständiges offenes Gehäuse mit Satteldach, 2. Hälfte 19. Jahrhundert | D-3-72-158-29 | BW   |